# 布蘭德科格爾山
46°58′31″N 10°51′4″E / 46.97528°N 10.85111°E

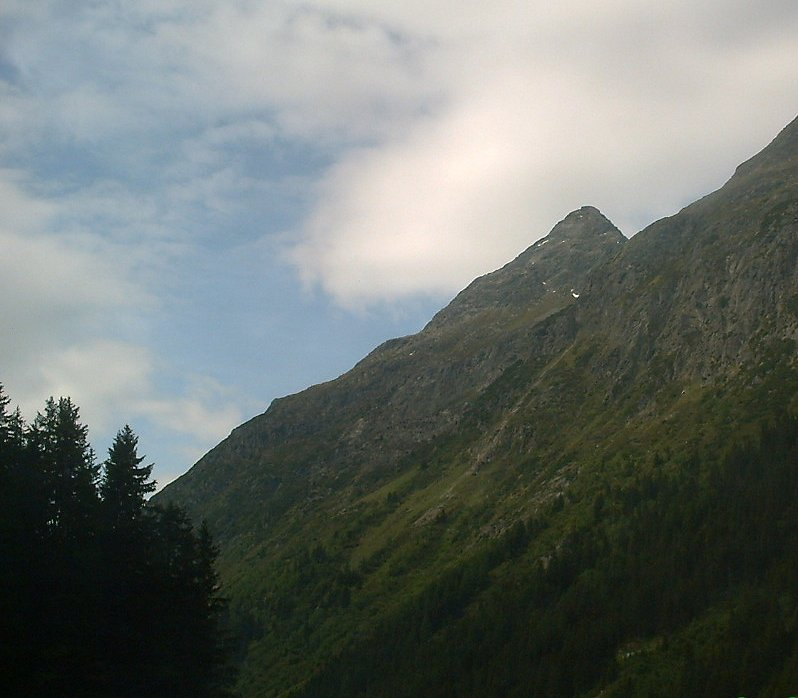

布蘭德科格爾山（德語：Brandkogel），是奧地利的山峰，位於該國西部，由蒂羅爾州負責管轄，屬於奧茨塔爾阿爾卑斯山脈的一部分，海拔高度2,676米，人類在1898年首次登頂。